# عبد الواحد بن زيد
عبد الواحد بن زيد أبو عبيدة البصري توفي سنة 177هـ، هو خطيب من البصرة وأحد تلامذة الحسن البصري، وهو راوية حديث "لكن لا يحتج بروايته"، كما أنه شيخ الصوفية في عصره. وأزهدهم وأحد تلاميذه هو رياح بن عمرو القيسي.
حدث عن الحسن وعطاء بن أبي رباح وعبد الله بن راشد وعبادة ابن نسي وعدة وعنه محمد بن السماك ووكيع وزيد بن الحباب وأبو سليمان الداراني ومسلم بن إبراهيم وآخرون وحديثه من قبيل الواهي عندهم قال البخاري تركوه وقال النسائي متروك الحديث وقال ابن حبان كان ممن غلب عليه العبادة حتى غفل عن الإتقان فكثرت المناكير في حديثه.